# Цвінген
Цвінген (нім. Zwingen) — громада  в Швейцарії в кантоні Базель-Ланд, округ Лауфен.

## Географія
Громада розташована на відстані близько 55 км на північ від Берна, 17 км на захід від Лісталя.
Цвінген має площу 4,6 км², з яких на 25,7% дозволяється будівництво (житлове та будівництво доріг), 33% використовуються в сільськогосподарських цілях, 38,5% зайнято лісами, 2,8% не є продуктивними (річки, льодовики або гори).

## Демографія
2019 року в громаді мешкало 2453 особи (+12,7% порівняно з 2010 роком), іноземців було 24,4%. Густота населення становила 532 осіб/км².
За віковим діапазоном населення розподілялося таким чином: 20,4% — особи молодші 20 років, 64,3% — особи у віці 20—64 років, 15,2% — особи у віці 65 років та старші. Було 1057 помешкань (у середньому 2,3 особи в помешканні).
Із загальної кількості 1087 працюючих 15 було зайнятих в первинному секторі, 522 — в обробній промисловості, 550 — в галузі послуг.